# Det Centrale Kriminalregister
Det Centrale Kriminalregister også kaldet Kriminalregisteret er et register, der føres af Rigspolitichefen. Registreret indeholder et efterforsknings- og et afgørelsesregister. Efterforskningsregistret indeholder oplysninger om rejste sigtelser og oplysninger, der udelukkende benyttes i politimæssig efterforskning. Afgørelsesregistret indeholder oplysninger om afgørelser, der er truffet i straffesager.
Registeret benyttes bl.a som grundlag for at udarbejde straffeattester.